# Esorcismo

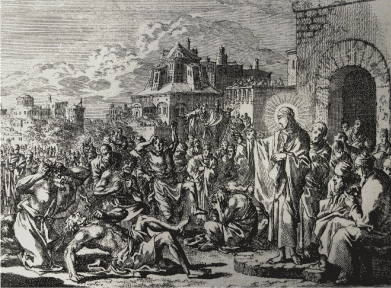
Cristo cura i posseduti, da un commentario illustrato sul Vangelo di Marco

L'esorcismo è un insieme di pratiche e riti considerati efficaci, in ambito religioso, nello scacciare una presunta presenza demoniaca o malefica da una persona, un animale o da un luogo.
Queste pratiche sono molto antiche e fanno parte del credo di varie religioni.
Secondo svariate religioni esseri naturali possono essere posseduti da esseri soprannaturali. Colui che è considerato essere sotto il controllo di spiriti malvagi non è però reputato cosciente delle proprie azioni né diretto responsabile, ma come tramite per gli spiriti.
Tuttavia, nell'esperienza nota come indiamento, colui che è considerato essere sotto il controllo di spiriti, cerca questo fatto con il proprio libero arbitrio, ed è reputato cosciente delle proprie azioni e diretto responsabile. La natura di questi spiriti (o angeli) è benefica o malefica verso la divinità e verso l'uomo.
La persona preposta agli esorcismi è chiamata esorcista. L'esorcista utilizza preghiere, formule prestabilite, gesti, simboli e anche icone, reliquie, oggetti benedetti.

## Storia

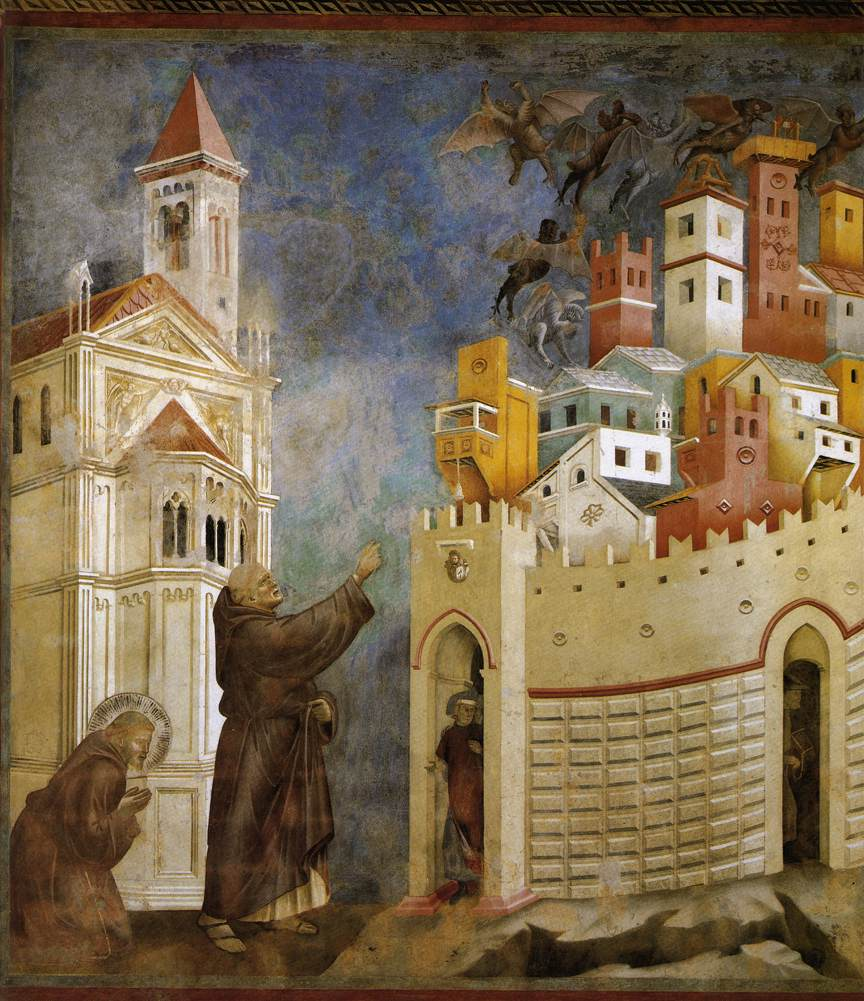
San Francesco d'Assisi scaccia i diavoli da Arezzo, affresco di Giotto

Il concetto di possessione malefica e la pratica dell'esorcismo sono molto antichi e diffusi.
Il Nuovo Testamento annovera tra i miracoli di Gesù Cristo la liberazione di alcuni indemoniati, come nel caso dell'indemoniato di Gerasa (cfr. Vangelo secondo Luca, 8,26-39 e Marco 5,1-20). È inoltre da ricordare che la liberazione dai demoni è parte integrante del messaggio evangelico e della missione apostolica della Chiesa nel mondo (...Guarite gli infermi, risuscitate i morti, sanate i lebbrosi, cacciate i demòni, gratuitamente avete ricevuto, gratuitamente date...; Matteo, 10,8). Per questo motivo e per la tradizione ininterrotta, la possessione demoniaca fece parte del credo del Cristianesimo fin dal suo inizio; l'esorcismo, come pia pratica di liberazione dal demonio è stata ed è ancora una pratica riconosciuta e promossa dalla Chiesa cattolica, dalla Chiesa ortodossa e da varie Chiese protestanti.
La pratica dell'esorcismo è diminuita in tempi recenti in molti gruppi religiosi, anche a motivo di una più attenta diagnostica di problemi di carattere psichico e psicologico. Tale diminuzione può anche essere ascritta ad un cambiamento nella cultura occidentale, dovuta a correnti filosofiche e di pensiero quali il razionalismo, materialismo o al naturalismo, che hanno ridotto l'attenzione verso il soprannaturale, in favore di interpretazioni più moderne e razionali.

## Esorcismo nella religione ebraica
Nella Cabala e nella tradizione giudaica europea, una persona può essere posseduta da uno spirito maligno chiamato dybbuk, che si ritiene essere l'anima vagante di una persona morta e fuggita dalla Geenna (un termine ebraico tradotto liberamente come "inferno"). Secondo questo credo, un'anima che non sia riuscita a compiere la sua missione durante la vita ha una seconda opportunità di compierla trasformandosi in un dybbuk. Il dybbuk deve essere esorcizzato con un rito religioso formale.

## Esorcismo nella religione cristiana

### Chiesa cattolica

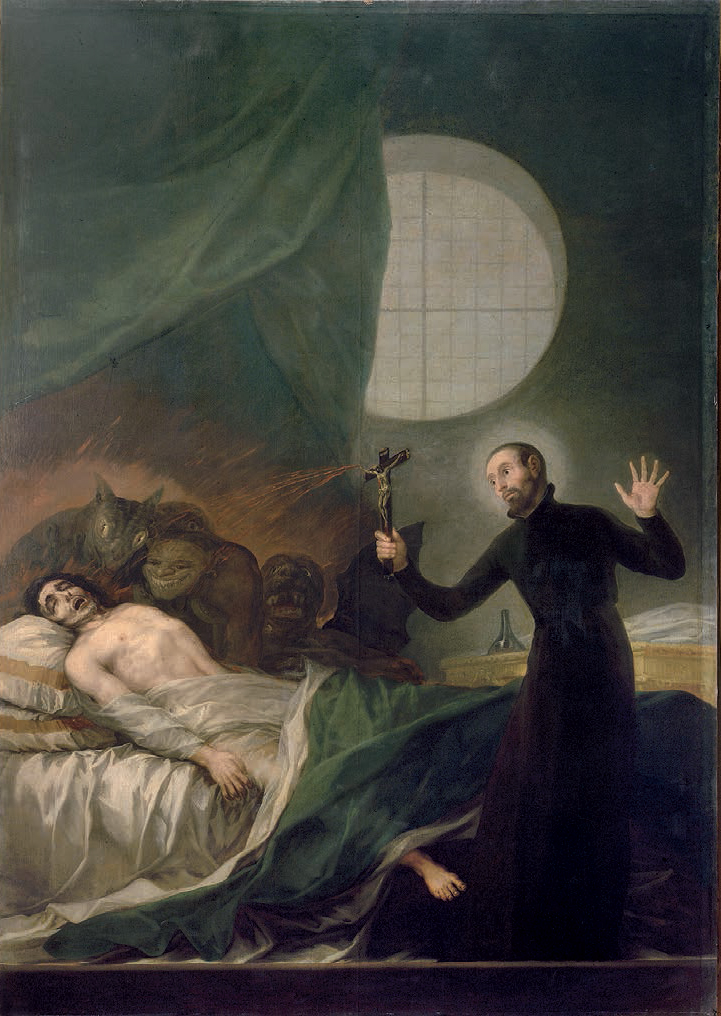
San Francesco Borgia e il moribondo impenitente, dipinto di Francisco Goya (1788)

Nell'ambito della Chiesa cattolica, l'esorcismo, fatta eccezione dell'esorcismo ordinario praticato in occasione del battesimo, è un sacramentale praticabile solo dai vescovi o da un presbitero che abbia ottenuto il mandato dal proprio vescovo. Nel passato l'esorcistato era il terzo ministero annoverato tra gli ordini minori, ma era solo un titolo formale e fu abolito dopo il Concilio Vaticano II.
Nei Vangeli, si trovano riferimenti al potere divino di esorcizzare i demoni, facoltà donata alla Chiesa ed esercitata fin dalle prime comunità cristiane. L'esorcismo deve avvenire invocando nel nome e l'intervento di Gesù Cristo, mediante l'imposizione delle mani sul malato (Mc 16,17-18).
In Mt 17,21 e Mc 9,29, si rende noto che i mezzi più forti per scacciare i demoni più resistenti sono la preghiera ed il digiuno, con eventuale carità ai poveri e la frazione del pane quotidiano, cioè la messa o agape, come riportato negli Atti degli Apostoli: amore, preghiera, penitenza.

Esempi di preghiere esorcistiche tradizionali o teologicamente fondate, note e certe: Santo Rosario, Preghiere a San Michele Arcangelo, preghiere a San Raffaele Arcangelo, devozione ad alcuni santi (Anna, Elisabetta, San Giorgio, San Vito).
Nella Bibbia, l'unico riferimento esplicito ad un esorcismo operato direttamente da un arcangelo di Dio, si trova nel Libro di Tobia (VIII, 3): Raffaele libera la futura moglie di Tobia, insegue il demone Asmodeo, e lo incatena in Egitto.
Il primo scopo dell'esorcismo è diagnostico, per verificare se la persona sottoposta a esorcismo è affetta da disturbi naturali o posseduta dal Maligno. La sua durata è varia, eventualmente in più riprese che si sviluppano in un percorso che può durare anni per ottenere la completa liberazione.
Oggi la Chiesa procede cautamente nel praticare l'esorcismo, soprattutto in presenza di malattie che, un tempo, venivano unicamente ascritte all'azione del Demonio come la schizofrenia, l'epilessia o altre malattie mentali.
Il sacramentale dell'esorcismo è disciplinato da un apposito rituale, De exorcismis et supplicationibus quibusdam (letteralmente "gli esorcismi e alcune preghiere"), adottato nel 1998 in sostituzione del precedente più antico (1614) che resta in uso, in forza di un "indulto", dalla maggior parte degli esorcisti che lo considerano più completo ed efficace.. Al 2016, l'edizione del '98 non era ancora stata tradotta in inglese.
Il libro contiene l'Exorcismus in Satanam et Angelos Apostaticos e la Preghiera a San Michele, che nella tradizione secolare e popolare è considerata il più potente esorcismo contro Satana, insieme alle preghiere al Prezioso Sangue di Gesù, culti condivisi con la Chiesa Ortodossa.
Il sacerdote esorcista deve indagare sulla storia del suo paziente, soprattutto sul momento in cui sono iniziati i sintomi della possessione. Lo schema preposto di questo tipo di indagini prevederebbe:
- interrogatorio iniziale della persona e dei famigliari;
- studio degli esami medici, ed effettuarne nuovi;
- se necessario preghiere di guarigione e di liberazione da un gruppo guidato da un sacerdote;

L'esorcismo è considerato un ministero particolarmente delicato e difficile che viene affidato a sacerdoti dotati di particolare equilibrio psichico e spirituale. Secondo la Chiesa cattolica, infatti, ogni ordinario diocesano conferisce, in conformità al canone 1172, il ministero di esorcista in modo permanente o temporaneo ad un sacerdote di cui, per il bene delle anime di cui si dovrà occupare, deve ben conoscerne le sue doti caratteriali e deve essere sicuro che tale sacerdote sia "ornato di pietà, di scienza, di prudenza e integrità di vita" secondo la fede cristiana. Tuttavia, tutti coloro che hanno ricevuto la consacrazione episcopale possono, in forza del terzo grado dell'ordine sacro, praticare i riti di esorcismo senza essere delegati da alcuno. Il rituale suppone che la persona posseduta abbia la libera volontà, sebbene il demonio può avere il controllo del suo corpo, e prevede preghiere, benedizioni, invocazioni secondo le indicazioni del rituale.

L'interesse popolare per l'esorcismo si riaccese in seguito all'uscita del film L'esorcista, nel 1973. In quell'occasione l'arcidiocesi di Chicago fu sommersa di richieste di esorcismo tanto che si dovettero nominare degli esorcisti. L'importanza del rito è stata riconfermata anche da papa Giovanni Paolo II. Nel settembre 2005 papa Benedetto XVI parlò al Congresso dell'Associazione Italiana degli esorcisti incoraggiandoli a "proseguire nel loro importante ministero a servizio della Chiesa, sostenuti dalla vigile attenzione dei loro vescovi e dalla incessante preghiera della comunità cristiana".

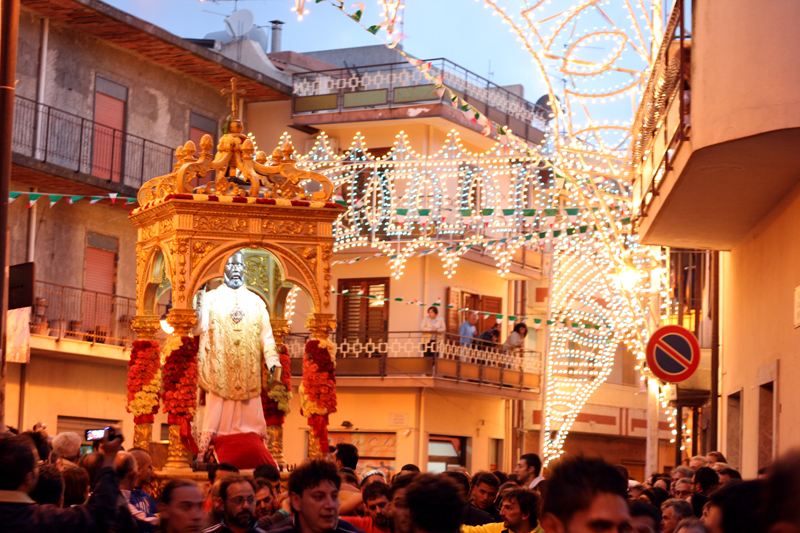
La statua di San Filippo d'Agira con il Vangelo nella mano sinistra, simbolo degli esorcisti, nelle celebrazioni di maggio a Limina, Sicilia

Tra i più grandi esorcisti della storia la Chiesa cattolica ricorda Sant'Antonio Abate, San Francesco d'Assisi, San Pio da Pietrelcina e San Filippo d'Agira.
L'Associazione internazionale degli esorcisti - fondata nel 1990 da padre René Chenesseau, sacerdote ed esorcista francese, e da padre Gabriele Amorth, sacerdote ed esorcista nella Diocesi di Roma - è l'unico ente in materia riconosciuto dal Vaticano. Attualmente sono oltre 400 gli esorcisti soci dell'Aie nel mondo, ai quali si aggiungono 124 ausiliari.
Ordinariamente, l'esorcismo è riservato per i casi di possessione demoniaca. Per i malati, anche non terminali, viene amministrato il sacramento dell'Unzione degli infermi da qualunque sacerdote, anche se non è autorizzato come esorcista.
Purtuttavia, Atti 8:5-8 mostra che la possessione demoniaca causa anche malattie del corpo che guariscono con la liberazione dal demone ("Da molti indemoniati uscivano spiriti immondi, emettendo alte grida e molti paralitici e storpi furono risanati").

### Chiesa protestante
Le Chiese Protestanti ridefiniscono i concetti di possessione ed esorcismo in chiave di "influenze" demoniache sulla mente; tali influenze richiedono una "liberazione"  non attraverso complessi rituali ma semplicemente mediante la fede in Cristo. Questo fatto comporta quindi una pratica molto meno formale. Alcune Denominazioni Protestanti amministrano la liberazione molto raramente, mentre altre la considerano parte integrante delle celebrazioni e dei culti. Secondo quanto scritto sul vangelo di Marco capitolo 16 versetti 17 e 18, scacciare i demoni è uno dei segni che accompagnano coloro che hanno creduto che Cristo Gesù è il figlio di Dio fatto uomo e venuto sulla terra per pagare il debito del peccato sulla croce. Ne consegue che ogni vero credente che riconosce in Cristo il suo salvatore ha l'autorità di compiere esorcismi, i quali, quindi, non sono prerogativa del clero. Chi libera dai demoni, secondo la Bibbia, è solo Cristo il quale opera attraverso i credenti.
Lo psichiatra M. Scott Peck, un fervente credente cristiano, fece degli studi sull'esorcismo protestante, dapprima con l'intento di dimostrare che la possessione demoniaca non esiste, e ne amministrò due lui stesso. Concluse che il concetto cristiano di possessione era un fenomeno reale. Ne derivò criteri diagnostici sostanzialmente differenti da quelli usati dalla Chiesa Cattolica. Dichiarò di vedere delle differenze nella procedura e nello svolgimento degli esorcismi tra protestanti e cattolici, tali da fargli pensare che si tratti di due distinti fenomeni.

### Chiesa ortodossa
Anche nella Chiesa ortodossa l'esorcismo è una preghiera sacerdotale che il prete dirige verso Dio perché siano cacciati i demoni. Come nella Chiesa Cattolica, anche secondo gli ortodossi la morte, il peccato e la malattia sono in stretta connessione. Ogni manifestazione negativa (difficoltà, possessione, malattia ecc.) è dunque considerata come un'azione diretta del demonio, pertanto è necessario elevare la propria preghiera per la guarigione-liberazione di ogni persona che ne faccia richiesta con fede e umiltà, senza ricercarne le cause.
Sono tuttavia richieste due condizioni indispensabili prima di procedere all'esorcismo:
- non aver tralasciato alcuna cura messa a disposizione dalla scienza medica;
- avere seguito fedelmente il trattamento prescritto dal medico.

La preghiera non dispensa da questi doveri. Colui che segue fedelmente queste norme può poi ricorrere alla preghiera della Chiesa.
Mentre la Chiesa cattolica fa eseguire molte indagini prima di autorizzare un esorcismo, la Chiesa ortodossa fa esattamente il contrario, ritenendo che poiché il male è opera del demonio, si deve comunque esorcizzarlo. Nelle Chiese ortodosse ci si accosta ad un esorcista con la stessa facilità e frequenza con la quale ci si accosta ad un confessore. Gli esorcisti, come i confessori, vengono nominati dal vescovo.
Gli esorcismi sono amministrati in un contesto liturgico, per esempio dopo un ufficio (vespro) o dopo un ufficio di supplica (paraclisi) a Cristo, agli angeli, ai santi, o dopo un ufficio per i malati. Le preghiere esorcistiche si trovano negli Eucologi, o libri sacramentali della Chiesa ortodossa, esse sono inserite tra il Battesimo e la Confessione. Questa collocazione indica che l'esorcismo è una preghiera per il cristiano che, dopo il Battesimo, è stato indotto al peccato o è caduto in possessione e che questa preghiera è intimamente connessa con il Sacramento della Confessione del cristiano. Esso viene spesso celebrato davanti ad un leggio dove vengono esposti il Vangelo e la Croce e il sacerdote deve indossare l'epitrachilio (o stola), cioè lo stesso abito liturgico con cui celebra l'esorcismo battesimale e ogni sacramento penitenziale.
Negli Eucologi si trovano gli "esorcismi o orazioni di San Basilio Magno sopra gli ossessi dai demoni e contro qualsiasi infermità" (Eucologio, ed, rom. pp. 359–366). Vi sono tre brani attribuiti a San Basilio e quattro a San Giovanni Crisostomo. Nella prima orazione il sacerdote chiede a Dio di cacciare il demonio, segue una vera dottrina sulla natura e l'attività dei demoni in cui sono enumerati tutti gli elementi nei quali si nasconde lo spirito delle tenebre, tutte le forme che può assumere per ingannare l'uomo e per nuocergli, sia nel corpo che nell'anima, quindi si ricorda tutta l'economia della Provvidenza rispetto all'umanità: dalla creazione ai portenti dell'Antico Testamento, ed all'intervento della divinità nel Nuovo Testamento.
Questi pensieri sono ancora più sviluppati nella terza orazione; verso la fine di essa sono ricordate la magia, l'astrologia, la necromanzia, l'ornitomanzia e tutte le false scienze proibite dalla Chiesa.
Nella prima, nella seconda e nella terza orazione attribuite a san Giovanni Crisostomo, si prega invece Iddio di cacciare il diavolo dall'anima e dal corpo del cristiano per renderlo "tempio vivo, animato dallo Spirito Santo" e si domanda che "l'angelo di pace" prenda il posto dell'angelo perverso e impuro. Queste formule completano l'insegnamento della Chiesa contenuto nell'esorcismo di san Basilio. Con maggiori sviluppi sono nuovamente rammentati tutti i benefici della creazione, della perseveranza, della redenzione del genere umano, e di nuovo sono palesate le astuzie del nemico di Dio. A questi esorcismi se ne aggiungono altri attribuiti a San Cipriano, a san Gregorio Nazianzeno e a San Nicodemo dell'Athos.

## Esorcismo nell'Islam
I musulmani ritengono che i veri casi di possessione siano molto rari e che dunque i fedeli debbano fare attenzione a quegli esorcisti che fanno una diagnosi di possessione troppo frettolosamente perché potrebbero essere semplicemente dei profittatori.
Nell'Islam non esiste un "clero" vero e proprio, infatti non esistendo i sacramenti non ci può essere un'ordinazione sacerdotale; ci sono per contro delle figure (come l'Imam, il Qadi o il Mollah) che, adeguatamente formate o avendo seguito determinati studi, svolgono delle funzioni religiose.
Come nella Chiesa Cattolica anche le autorità islamiche negano la possibilità della possessione da parte delle anime di defunti.

### Esorcismo nel Corano e nella Sunna
Un versetto del Corano paragona lo stato dei peccatori nel giorno del giudizio a quello di coloro che sono vessati dal demonio:
"Coloro invece che si nutrono di usura resusciteranno come chi sia stato toccato da Satana."
(al-Baqara, 275.)
Gli studiosi musulmani come l'Al-Qurtabi citano questo verso quale prova contro chi nega la possessione da Jinn, o l'attribuisce a cause naturali, e anche contro coloro che affermano che satana (Shaitan) non entra negli uomini né li tocca.
La Sura 114, l'ultima nell'ordine di trascrizione (la 21° nell'ordine cronologico di rivelazione), detta “degli esseri umani”, è una vera e propria invocazione esorcistica: “Cerco rifugio presso il Signore degli esseri umani… contro il male del tentatore subdolo che si insinua nell'animo delle creature, siano esse jinn o esseri umani”. È utilizzata in molti Paesi islamici, soprattutto sciiti, sotto diverse forme e incisa su diversi materiali, come talismano di protezione.
Anche nella Sunna (la tradizione del profeta, fonte fondamentale dell'Islam dopo il Corano) il profeta Maometto e i suoi seguaci cacciarono esseri maligni dai corpi dei credenti usando versi del Corano, suppliche ad Allah, e acqua benedetta Zamzam.

## Esorcismo in altre religioni
Nell'Induismo l'esorcismo viene effettuato solo se lo spirito penetrato nel corpo dell'indemoniato, che viene considerato santo per questo, rifiuta di andarsene dopo qualche tempo. Spesso il celebrante percuote il posseduto con foglie di neem durante un esorcismo elaborato e teatrale.
Il taoismo pure vanta una millenaria tradizione, che perdura ancora oggi specie nelle zone più rurali della Cina.
Le culture sciamaniche presentano una forma di liberazione dagli spiriti. L'antropologo Michael Harner ha affermato che qualche forma di esorcismo esiste in tutte le culture sciamaniche.
La Wicca, una religione neopagana, non prevede la pratica dell'esorcismo poiché ritiene che nessuno spirito, persona, cosa sia per propria natura "cattiva".
Vari promulgatori della New Age usano una sorta di liberazione spirituale e autori come Ken Page sono stati pionieri nel diffonderla e renderla popolare.

## Punto di vista psichiatrico e scientifico
(Sigmund Freud)
La possessione demoniaca non è una malattia riconosciuta dalla medicina o dalla psichiatria in quanto tale. Gli scienziati hanno solitamente ricondotto questi casi a disturbi psichici.
A coloro che si credono preda di una possessione demoniaca sono stati spesso diagnosticati disturbi mentali quali isteria, mania, psicosi, schizofrenia ed altri. Nei casi in cui è stato diagnosticato un disturbo di personalità multiplo (oggi chiamato disturbo dissociativo dell'identità, DDI), nel 29% dei casi i soggetti affermavano di identificarsi in un demone.
Secondo la scienza, l'illusione che l'esorcismo funzioni è da attribuire all'effetto placebo e alla suggestione.

### Punto di vista cattolico sulla concezione scientifica
L'istruzione degli esorcisti pubblicata nel 1999 (De exorcismis et supplicationibus quibusdam - DESQ 99, al n. 17) raccomanda all'esorcista di consultarsi con un medico-psichiatra "competente nelle realtà spirituali", prima di iniziare i propri riti. Tuttavia, il consulto medico-esorcista o visita medica del presunto posseduto non sono prescritte dal canone 1172 del Codice di diritto canonico vigente.

## Filmografia
L'esorcismo è un soggetto piuttosto popolare per l'industria cinematografica, in particolare per il genere horror:
- Der Dibbuk oder tsvishn tsvey veltn (דער דיבוק אדער צווישן צוויי וועלטן Il dibbuk, ovvero tra due mondi) film yiddish del 1937 per la regia di Michał Waszyński, basato sull'omonima piece teatrale del 1920 scritta dall'etnografo ebreo sovietico Shloyme Zanvl Rappoport, anche noto come Shlomo Anski; l'opera teatrale e il film narrano un caso di possessione e di esorcismo in uno shtetl est europeo
- Il demonio (1963), basato sui riti magici praticati in Basilicata fino alla metà del secolo XX, in cui una donna eccentrica è vista come posseduta dal Maligno.
- L'esorcista (1973, riproposto nel 2000 in versione integrale), è il film horror più celebre ispirato al rituale dell'esorcismo cattolico, dando origine a varie derivazioni, sequel e prequel.
- L'Anticristo (1974)
- La casa dell'esorcismo (1975)
- L'esorciccio (1975), parodia de L'esorcista
- L'esorcista II - L'eretico (1977)
- Il piccolo diavolo (1988) di Roberto Benigni
- Daffy Duck's Quackbusters - Agenzia acchiappafantasmi (1988)
- L'esorcista III (1990)
- Riposseduta (1990), parodia de L'esorcista
- L'esorcista - La genesi (2004)
- Dominion: Prequel to the Exorcist (2005)
- Constantine (2005), basato sul fumetto Hellblazer di DC/Vertigo
- The Exorcism of Emily Rose (2005), film sul caso di Anneliese Michel
- Requiem (2006), film sul caso di Anneliese Michel
- Blackwater Valley Exorcism (2006)
- Amityville, serie di film
- Rec 2 (2009), mockumentary
- L'ultimo esorcismo (2010), mockumentary
- Il rito (2011)
- 6 giorni sulla Terra (2011)
- L'ultimo dei templari (2011)
- L'altra faccia del diavolo (2012)
- L'evocazione - The Conjuring (2013)
- The Last Exorcism - Liberaci dal male (2013)
- Ghost Movie (2013)
- Annabelle (2014)
- Liberaci dal male (2014)
- The Haunting of Molly Hartley (2015)
- L'esorcismo di Anna Ecklund (2016)
- The Conjuring - Il caso Enfield (2016)
- Annabelle 2: Creation (2017)
- The Nun - La vocazione del male (2018)
- L'esorcismo di Hannah Grace (2018)
- La Llorona - Le lacrime del male (2019)
- The Conjuring - Per ordine del diavolo (2021)
- L'esorcista del papa (2023)
- The Nun II (2023)
- L'esorcista - Il credente (2023)
- L'esorcismo - Ultimo atto (2024)
- L'esorcismo di Emma Schmidt - The Ritual (2025)